# Merry Christmas II You
A Merry Christmas II You Mariah Carey amerikai énekesnő tizenkilencedik albuma és második karácsonyi albuma (az 1994-ben megjelent Merry Christmas után). 2010. november 2-án jelent meg, és karácsonyi klasszikusok mellett hat új dalt tartalmaz – köztük az Oh Santa címűt –, valamint Mariah nagy karácsonyi slágere, az All I Want for Christmas Is You (1994) egy remixét.
David LaChapelle divatfotós 2010. április 24-én számolt be a The Timesnak arról, hogy elkészítették az album fotóit. Többen együtt dolgoznak Careyvel azok közül, akikkel eddig is dolgozott már, köztük Jermaine Dupri, Bryan-Michael Cox, Teddy Riley, Johntá Austin és Randy Jackson, illetve Marc Shaiman Broadway-dalszerző, akiről az énekesnő azt mondta, legjobb társszerzője a Walter Afanasieff-fel töltött idők óta.
Roger Friedman, a Showbiz411 munkatársa annyit árult el az albumról, hogy hangszerekben gazdag, nem hiphop stílusú lesz. Az Island Def Jam igazgatója, Matt Voss egy sajtókonferencián bejelentette, hogy az album november 2-án jelenik meg; pár nappal később a címre is fény derült. Az albumhoz DVD is megjelenik. Bryan-Michael Cox megerősítette, hogy az Oh Santa című dal lesz az album első kislemeze.
Az első kislemez, az Oh Santa! premierje október 1-jén volt az AOL Musicon. Október 11-én küldték el a rádióknak és ezóta letölthető. A dal videóklipjét Ethan Lader rendezte és október elején forgatták. Az Oh Santa! a Billboard slágerlista ünnepi Holiday Digital Songs slágerlistája első helyén nyitott, ezzel Careynek két egymást követő listavezető száma lett a listán, mert 1994-ben megjelent és azóta minden karácsonykor sokat játszott All I Want for Christmas Is You című slágerét szorította le az első helyről.

## Számlista
Merry Christmas II You
| 1.    | Santa Claus Is Coming to Town (Intro)                                       | J. Fred Coots, Haven Gillespie                                                     | Mariah Carey, Marc Shaiman         | 0:23 |
| 2.    | Oh Santa!                                                                   | Carey, Bryan Michael Cox, Jermaine Dupri                                           | Carey, Cox, Dupri                  | 3:31 |
| 3.    | O Little Town of Bethlehem / Little Drummer Boy                             | Phillips Brooks, Lewis H. Redner, Katherine K. Davis, Henry Onorati, Harry Simeone | Carey, James Wright, Randy Jackson | 3:32 |
| 4.    | Christmas Time Is in the Air Again                                          | Carey, Shaiman                                                                     | Carey, Shaiman                     | 3:02 |
| 5.    | The First Noel / Born is the King (Interlude)                               | (hagyományos)                                                                      | Carey, Wright, Jackson             | 4:33 |
| 6.    | When Christmas Comes                                                        | Carey, James Poyser                                                                | Carey, Poyser                      | 4:46 |
| 7.    | Here Comes Santa Claus (Right Down Santa Claus Lane) / Housetop Celebration | Gene Autry, Oakley Haldeman, Benjamin Hanby                                        | Carey, Cox, Dupri                  | 3:28 |
| 8.    | Charlie Brown Christmas                                                     | Vince Guaraldi, Lee Mendelson                                                      | Carey, Wright, Jackson             | 2:49 |
| 9.    | O Come All Ye Faithful / Hallelujah Chorus (featuring Patricia Carey)       | John Francis Wade, Georg Friedrich Händel                                          | Carey, Wright, Jackson             | 3:38 |
| 10.   | O Holy Night (Live from WPC in South Central Los Angeles)                   | Adolphe Adam                                                                       | Carey, Walter Afanasieff           | 5:00 |
| 11.   | One Child                                                                   | Carey, Shaiman                                                                     | Carey, Shaiman                     | 4:26 |
| 12.   | All I Want for Christmas Is You (Extra Festive)                             | Carey, Afanasieff                                                                  | Carey, Wright, Jackson             | 4:02 |
| 13.   | Auld Lang Syne (The New Year’s Anthem)                                      | Robert Burns                                                                       | Carey, Jackson, Johnny Severin     | 3:48 |
| 14.   | Oh Santa! (Remix) (iTunes előrendeléskor bónuszdal)                         | Carey, Cox, Dupri                                                                  |                                    |      |
| 15.   | Oh Santa! (Jump Smokers Remix) (japán kiadás bónuszdala)                    | Carey, Cox, Dupri                                                                  |                                    |      |
| 46:58 |                                                                             |                                                                                    |                                    |      |

| Home Shopping Network Deluxe Edition DVD | Home Shopping Network Deluxe Edition DVD                | Home Shopping Network Deluxe Edition DVD | Home Shopping Network Deluxe Edition DVD | Home Shopping Network Deluxe Edition DVD | Home Shopping Network Deluxe Edition DVD | Home Shopping Network Deluxe Edition DVD | Home Shopping Network Deluxe Edition DVD | Home Shopping Network Deluxe Edition DVD | Home Shopping Network Deluxe Edition DVD |
| #                                        | Cím                                                     | Hossz                                    |                                          |                                          |                                          |                                          |                                          |                                          |                                          |
| ---------------------------------------- | ------------------------------------------------------- | ---------------------------------------- | ---------------------------------------- | ---------------------------------------- | ---------------------------------------- | ---------------------------------------- | ---------------------------------------- | ---------------------------------------- | ---------------------------------------- |
| 1.                                       | A színfalak mögött: a Merry Christmas II You készítése  |                                          |                                          |                                          |                                          |                                          |                                          |                                          |                                          |
| 2.                                       | Mariah Carey-interjúk                                   |                                          |                                          |                                          |                                          |                                          |                                          |                                          |                                          |
| 3.                                       | A színfalak mögött: a Merry Christmas II You felvételei |                                          |                                          |                                          |                                          |                                          |                                          |                                          |                                          |
| 30:06                                    |                                                         |                                          |                                          |                                          |                                          |                                          |                                          |                                          |                                          |

- Collectors Edition[19]
  - Ezüstdobozos csomagolás, hozzá:
    - 40 oldalas fényképes album.
    - Matricák.
    - Pillangós karácsonyfadísz.

Walmart Deluxe Edition[20]
  - Karácsonyfadísz.
  - Öt képeslap.

## Kislemezek
- Oh Santa! (2010. október 11.)[21][22] csak digitális formátumban.
- Auld Lang Syne (The New Year’s Anthem) (2010. december 14.)
- When Christmas Comes (2011. november 21.)

Az Oh Santa!, az első kislemez szerzői Jermaine Dupri, Bryan-Michael Cox és Mariah Carey. A dal premierje az AOL Musicon volt október 1-jén. A rádióknak október 11-én küldték el, letölthetővé is ekkor vált. A december 11-én végződő héten a dal felkerült a Billboard Hot Adult Contemporary Tracks slágerlistájára, a 12. helyre, Carey dalai közül eddig ez nyitott a legmagasabb helyen ezen a listán. A következő héten, a lista történetében leggyorsabbként felkerült az első helyre.
A USA Todaynek adott interjújában Carey megerősítette, hogy klipet forgatott az O Come All Ye Faithfulhoz is. A klipet november 16-án mutatták be. December 14-én megjelent egy EP az Auld Lang Syne (The New Year’s Anthem) kilenc remixével. A dal videóklipje a rákövetkező napon jelent meg.

## Megjelenési dátumok
| Ország             | Dátum              | Formátum                                                       | Kiadó                 | Katalógusszám |
| ------------------ | ------------------ | -------------------------------------------------------------- | --------------------- | ------------- |
| Csehország         | 2010. október 29.  | CD, letöltés                                                   | Universal Music       |               |
| Lengyelország      | 2010. október 29.  | CD, letöltés                                                   | Universal Music       |               |
| Franciaország      | 2010. november 1.  | Standard kiadás (CD, letöltés)                                 | Universal Music       |               |
| Norvégia           | 2010. november 1.  |                                                                | Universal Music       |               |
| Egyesült Államok   | 2010. november 2.  | Standard kiadás (CD, letöltés)                                 | Island Records        | 602527498034  |
| Egyesült Államok   | 2010. november 2.  | HSN Deluxe Edition (CD + DVD)                                  | Island Records        |               |
| Egyesült Államok   | 2010. november 2.  | Walmart Deluxe Edition (CD, dísz, képeslapok)                  | Island Records        |               |
| Egyesült Államok   | 2010. november 2.  | Collectors Edition (CD, ezüstdoboz, dísz, matricák, fotóalbum) | Island Records        | 602527516899  |
| Kanada             | 2010. november 2.  | CD, letöltés                                                   | Universal Music       |               |
| Svédország         | 2010. november 3.  | CD, letöltés                                                   | Universal Music       |               |
| Ausztrália         | 2010. november 5.  | CD, letöltés                                                   | Universal Music       | 60252749803   |
| Új-Zéland          | 2010. november 8.  | CD, letöltés                                                   | Universal Music       |               |
| Egyesült Királyság | 2010. november 15. | CD, letöltés                                                   | Mercury Records       | 2749803       |
| Japán              | 2010. november 17. | CD, letöltés                                                   | Universal Music Japan | UICL1107      |
| Németország        | 2010. november 19. | CD, letöltés                                                   | Universal Music       |               |